# Bury the Lies
Bury the Lies är ett musikalbum som släpptes den 16 maj 2007 av Takida , även i en begränsad utgåva . Den är inspelad på Sidelake Studios i Sundsvall med skivbolaget Ninetone Records. I maj 2008 sålde albumet Guld.

## Låtlista
1. The Dread
2. Hole in the Ground
3. Feeble Pride
4. Tear It Up Again
5. Halo
6. Ashamed
7. Curly Sue
8. Bad Seed
9. Poisoned
10. Snypah
11. Handlake Village

## Listplaceringar
| Lista (2007-2009, 2011) | Topplacering |
| ----------------------- | ------------ |
| Sverige                 | 1            |

### Fotnoter
1. ↑  ”Svensk mediedatabas”. http://smdb.kb.se/catalog/id/002101064. Läst 31 mars 2011.
2. ↑  ”Svensk mediedatabas”. http://smdb.kb.se/catalog/id/002458799. Läst 31 mars 2011.
3. ↑  Listplacering